# Команчи (Тексас)
Команчи (енгл. Comanche) град је у америчкој савезној држави Тексас. По попису становништва из 2010. у њему је живело 4.335 становника.

## Демографија
Према попису становништва из 2010. у граду је живело 4.335 становника, што је 147 (3,3%) становника мање него 2000. године.
| Група             | 2000.         | 2010.         |
| Белци             | 3.075 (68,6%) | 2.725 (62,9%) |
| Афроамериканци    | 54 (1,2%)     | 18 (0,4%)     |
| Азијати           | 10 (0,2%)     | 15 (0,3%)     |
| Хиспаноамериканци | 1.278 (28,5%) | 1.551 (35,8%) |
| Укупно            | 4.482         | 4.335         |